# المحجار
بلدة المحجار

إحدى قرى [ الجولان]السوري المحتل عام 1967 م وهي تبعد 35كم جنوبي القنيطرة، تتبع إلى قضاء فيق وهي مركز ناحية البطيحة وهي تقع على تل الأعور المطل على بحيرة طبريا 
يحد المحجار من الشمال قرية العامرية والطواحين ومن الجنوب قرية غزيل وقرية المسعدية المتاخمة لبحيرة طبريا ومن الشرق الدر دارة ومن الغرب بحيرة طبريا 
تتميز المحجار بموقعها المطل على بحيرة طبريا فهي تقع شمال شرق بحيرة طبريا وقد أكسبها هذا الموقع المميز لتكون مركز رئيسي لتوزيع السمك الطبراني إلى دمشق والسويداء وباقي المدن السورية 
مما أهلها لاحقا ًلتكون مركز ناحية وليست قرية كما هو شائع كان سكان المحجار البالغ عددهم 1200 نسمة تقريباً قبل الاحتلال الإسرائيلي يعيشون على الزراعة والصيد وتربية المواشي وكانوا من عشيرة التلاوية (آل الطبل – آل الوني – آل العمور)، بالإضافة إلى مهجرين 48 الذين استقروا في قرى الجولان بعد تهجيرهم من فلسطين أمحتلة ومنهم (الشمالنة – والكديرية – والزناغرة)، وقد حصل معظمهم على الجنسية السورية بعد النزوح من الجولان. 
تشتهر المحجار بمناخها المعتدل فالمناخ معتدل في الصيف الذي يمتاز بنسيم دافئ وفي الشتاء يكون دافئاً مما أهلها لزراعة معظم المحاصيل ومن أشهرها الخضار البكرية والأشجار المثمرة (الزيتون والتين والعنب والصبار والبطيخ والحمضيات)
كما تمتاز بزراعة كافة أنواع البقول بالإضافة إلى القمح والشعير والرز
ومن الحيوانات في المحجار –البرية- منها (الذئاب – الثعالب والخنزير البري).
ومن المواشي (الجاموس – الأغنام – الأبقار – والماعز) بالإضافة إلى أنواع كثيرة من الطير الداجنة منها (البط والوز والدجاج) والعديد من أنواع العصافير 
وتنبت ربيعاً في سهولها نباتات غذائية وطبية وعطرية مثل: الخبيزة، العليكة، المرار، الحلفا، القرة، الفطر، الحويرنة، السنيرة، العكوب، البختري، اللوف، الشومر، الدريهمة، النفل، النرجس، الخرفيش.
كان يعبر المحجار نهر الشريعة إحدى روافد نهر الأردن الذي كان عند فيضانه في فصل الشتاء يصل إلى حواف المنازل فكان السكان صدادون من إمام منازلهم 
ومن أنواع الأسماك التي كان يصطادها السكان (المشط الطبراني، البوري، الكرسين، الحفافي، الشبوط، السللور، السردين).
أما عن تاريخ المحجار فقد كان مثل باقي القرى والمناطق السورية خاضع لحكم الإقطاع قبل ثورة الفلاحين في 8 من آذار عام 1963م الذي أنهت حكم الإقطاع 
ولكن اليوم فالمحجار لا تزال تخضع للاحتلال الإسرائيلي ولم يبقى لها وجود على الإطلاق فحولها الاحتلال الإسرائيلي إلى مجموعة من المنتزهات يردادها السياح من كل بقاع الأرض وأهلها الأصليون ما زالوا مهجرين عنها بمخيمات قريبة من دمشق ومن أشهرها (مخيم الوافدين).